# Francouzské provincie

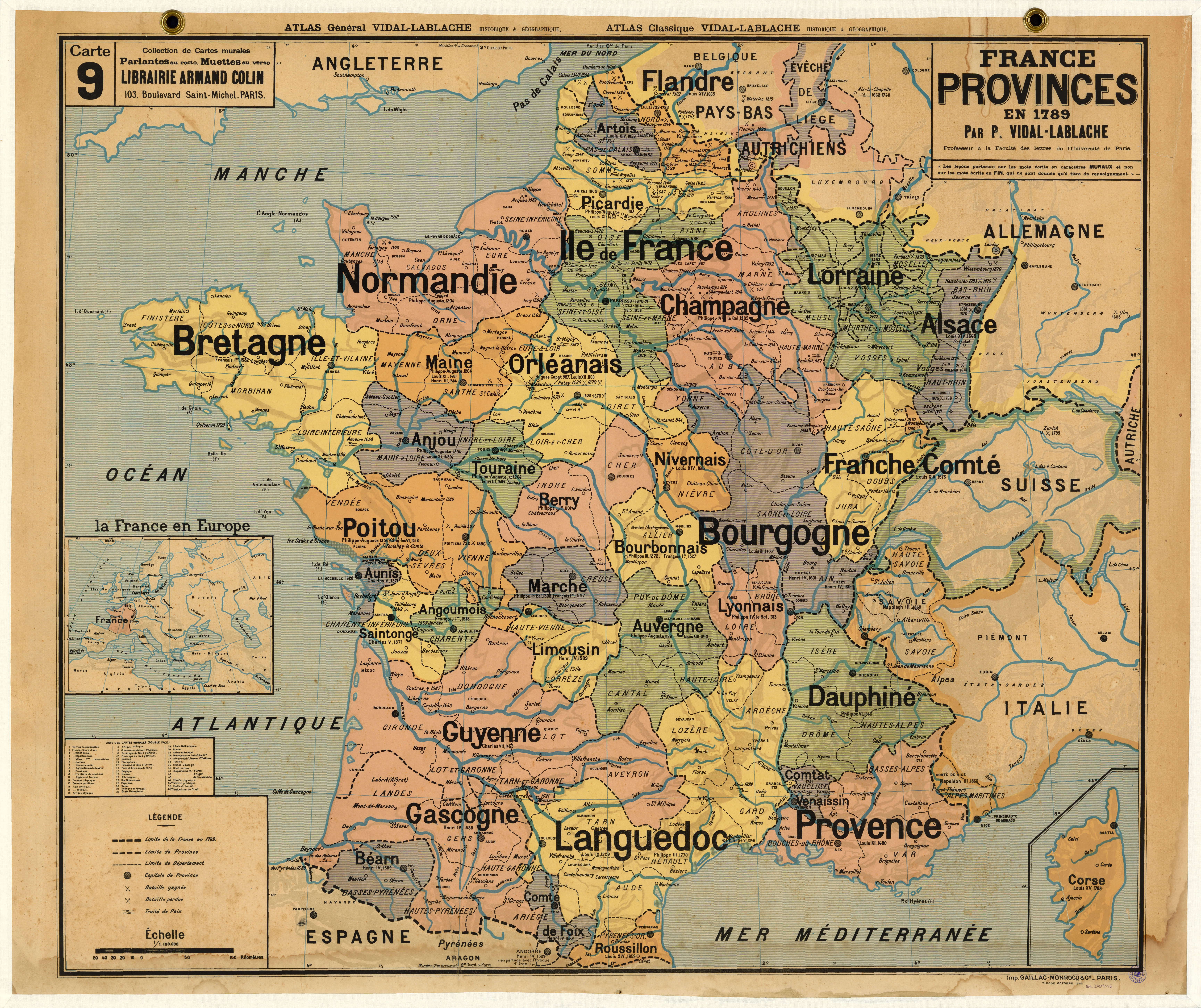
Francouzské provincie v roce 1789

Provincie bylo v době starého režimu ve Francii označení vysoké územní jednotky. V roce 1789 se francouzské království skládalo z 38 provincií. Tento systém členění byl zrušen k 4. březnu 1790 během Velké francouzské revoluce a nahrazen novým systémem administrativního dělení Francie.

## Historie
Systém členění na provincie se podobal anglickému dělení na hrabství.
Za skladbou a odlišným postavením jednotlivých provincií stál způsob jejich zařazování do královských panství a nebo do království jako takového. Všechny územní jednotky měly v určitých ohledech větší nebo menší autonomii, která však postupně slábla s posilováním centralizace a absolutismu, vrcholícímu v době vlády Ludvíka XIV. Rozlišovaly se následující typy území, na úrovni provincie: přímá královská provincie, biskupství (nejednalo se o všechna biskupství), hrabství nebo vévodství.
Některé z provincií byly ve svých přibližných historických hranicích součástí stejnojmenných regionů, až do reforem v roce 2016.

## Seznam provincií

Francouzské provincie (mapa nezobrazuje Korsiku)

Seznam provincií a jejich hlavních měst odpovídá číslování na mapě. Tučně jsou vyznačena města, ve kterých sídlil parlement, nebo conseil souverain.
1. Île-de-France (Paris)
2. Berry (Bourges)
3. Orléanais (Orléans)
4. Normandie (Rouen)
5. Languedoc (Toulouse)
6. Lyonnais (Lyon)
7. Dauphiné (Grenoble)
8. Champagne (Troyes)
9. Aunis (La Rochelle)
10. Saintonge (Saintes)
11. Poitou (Poitiers)
12. Guyenne a  Gaskoňsko (Bordeaux)
13. Burgundsko (Dijon)
14. Pikardie (Amiens)
15. Anjou (Angers)
16. Provence (Aix-en-Provence)
17. Angoumois (Angoulême)
18. Bourbonnais (Moulins)
19. Marche (Guéret)
20. Bretaň (Rennes)
21. Maine (Le Mans),  Perche (Nogent-le-Rotrou)
22. Touraine (Tours)
23. Limousin (Limoges)
24. Foix (Foix)
25. Auvergne (Clermont-Ferrand)
26. Béarn (Pau),  Basse-Navarre (Saint-Jean-Pied-de-Port)
27. Alsasko (Štrasburk, conseil souverain v Colmaru)
28. Artois (Arras)
29. Roussillon (Perpignan)
30. Francouzské Flandry a Hainaut (Lille, conseil souverain v Douai)
31. Franche-Comté (Besançon)
32. Lotrinsko a Barrois (Nancy), Trois-Évêchés neboli Trojbiskupství (Méty, Toul a Verdun – 3 biskupství v Lotrinsku)
33. Korsika (Ajaccio, conseil souverain v Bastii)
34. Nivernais (Nevers)Dále na mapě jsou vyznačena i území, která nebyla součástí království v roce 1789, ale dnes náleží k Francii:
35. Comtat Venaissin (Carpentras), součást papežského státu
36. Mylhúzy, svobodné říšské město, které bylo součástí tzv. décapolu
37. Savojsko (Chambéry), které bylo součástí sardinského království
38. Nicejské hrabství (Nice), také sardinské království
39. Montbéliard (Montbéliard), které bylo součástí Württemberska[1]
40. Svobodná města Menton a Roquebrune